# Балийская мифология
Балийская мифология — комплекс мифологических представлений балийцев (жителей острова Бали, Индонезия). Как и у других развитых земледельческих народов Индонезийского архипелага, у балийцев мифологическая традиция во многом восходит к представлениям древнего аустронезийского населения. Наиболее архаичный субстрат, прослеживаемый в религиозно-мифологической системе балийцев, вобрал в себя различные компоненты мифологии времени сложения племенных культов, отсюда устойчивость и самобытность собственно балийской мифологии в атмосфере влияния индуистской культуры.
В формировании балийской мифологии большую роль сыграли культурно-этническая близость и длительные контакты с соседними феодальными государствами Явы (особенно в XI—XV веках) и относительная изоляция балийской культуры в условиях мусульманской экспансии начиная с XVI века. В силу наличия длительной государственной истории Бали, а также сильно развитой ритуально-культовой стороной религии в балийской мифологии большое распространение получили разного рода генеалогические мифы и культовые мифы, в которых объясняется происхождение династий и правящей верхушки, а также обрядов и святынь. В ряде таких мифов своеобразно синтезировались сравнительно поздняя легендарная основа (прежде всего относящаяся к связям с яванской империей Маджапахит в XIII—XV веках) и древний местный мифологический субстрат (элементы близнечного мифа, тотемного мифа), например миф о происхождении государей княжества Педженг после победы божества Батара Индры над демоном Майя Данава, который был низвергнут и воплотился в цветке кокоса; из цветка вышли близнецы, разнополая двойня Месула-Месули, давшая начало поколениям правителей. Образы и сюжеты балийской мифологии нашли отражение в старинной и современной балийской живописи и деревянной скульптуре, в изображениях кукол театра ваянг, национальной музыке.

## Космологические и космогонические сюжеты балийской мифологии

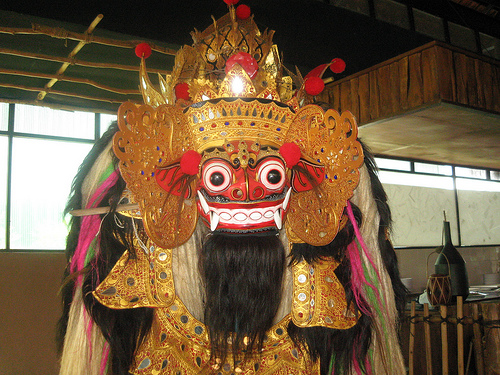
Баронг

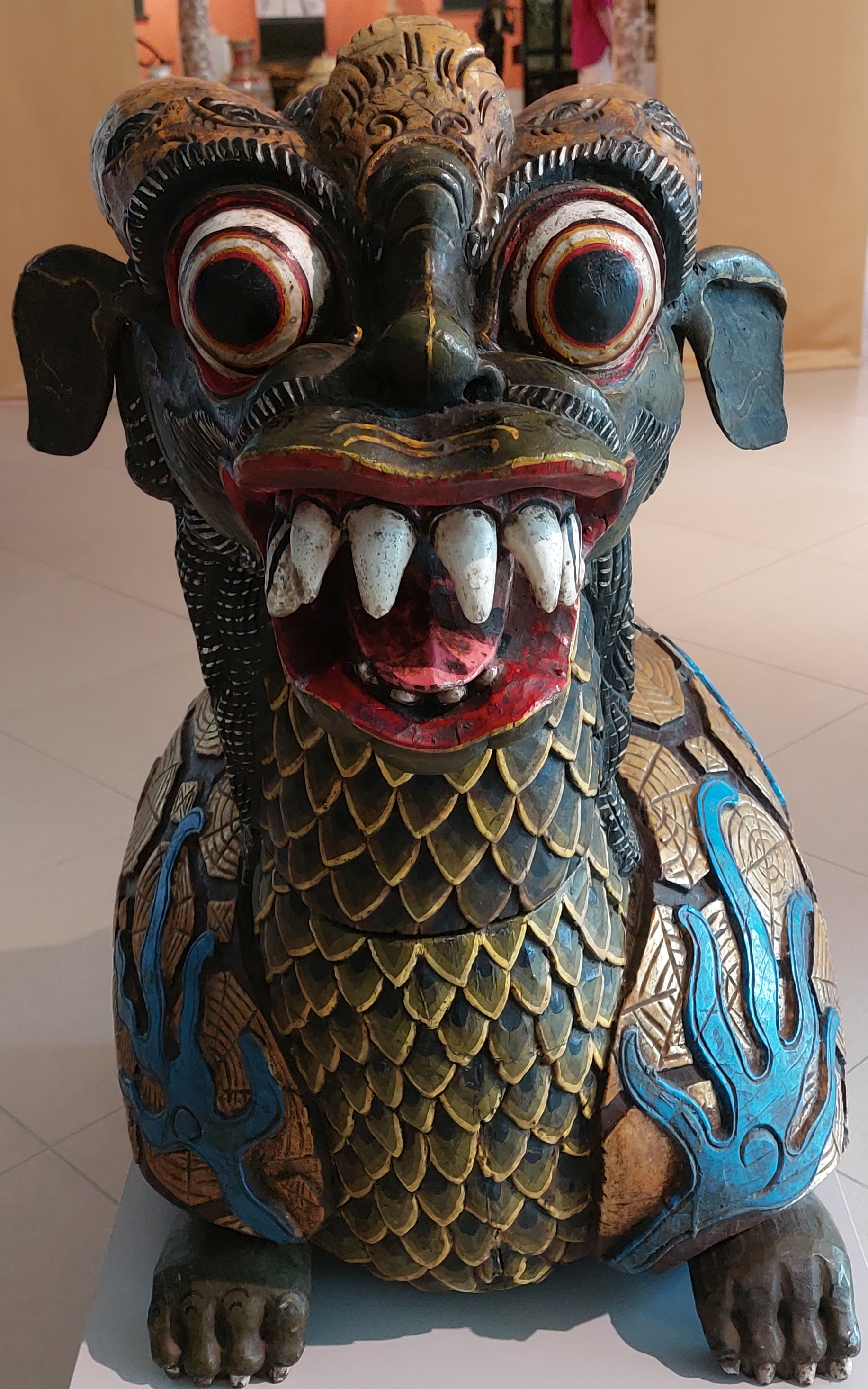
Мифическая черепаха Бедаван Нала

В балийской мифологии прослеживается образ мироздания, сочетающего вертикальное (нижний — подземный, средний — наземный и верхний — небесный миры) и горизонтальное (четыре страны света и центр) членение, закрепившееся под воздействием индуистской и буддийской мифологий. Однако имеются традиционные мифологические мотивы, связанные с древней двоичной и четвертичной классификацией, в которых присутствует идея космического дуализма.
Образ верха — каджа в балийской мифологии соответствует представлениям о тонком духовном, небесном начале, а также северному и восточному направлениям и правосторонней ориентации; образ низа — келод — соответствует представлениям о грубом телесном, земном начале, южному и западному направлениям и левосторонней ориентации. Каджа и келод олицетворяются как космическая брачная пара (лух-мувахи) мужского и женского начал. В центре мироздания, по балийской мифологии, находится мировая гора Гунунг Агунг, которая как бы соединяет подземный и небесный миры и служит местом обитания богов.
В балийской мифологии существует развитой пантеон богов. Высшее божество — Санг Хьянг Тунггал («первоединый бог»), или Тинтья. От него произошли главные боги — демиурги: Семар (балийский Твален, или Хьянг Исмайя) и Батара Гуру (на Бали в основном известен как Шива), воплотившие в себе дуализм телесного и духовного начал. Различаются две противопоставляемые группы божеств: одна тяготеет к нижнему миру (Семар, Брама, Батара Кала и другие), другая — к верхнему (Батара Гуру и другие). Элементы индуистской триады (Брахма, Шива, Вишну) в значительной степени трансформировались под воздействием анимизма и культа предков в соответствии с традиционной системой дуального мифа, хотя сохранились сами представления о триаде (Санг Янг Тига, «божественная троица»). Теснее связана с самобытной основой балийской мифологии хтоническая сфера (келод) — обитель демонических сил, несущих в себе не только разрушительное начало, но и потенцию земного обновления, связь между жизнью и смертью.
Сохранились космогонические и антропогонические мифы (о происхождении острова Бали, высших божеств, первопредков). По версии, записанной в популярном религиозном произведении «Чатурйога», вначале была пустота, не было ни земли, ни небес. Мировой змей Антабога путём медитации создал черепаху Бедаванг, на ней возлегли две змеи. Они сплелись между собой, составив основание мира, на котором покоится каменная выпуклая крышка («чёрный камень»). Под этим камнем нет ни солнца, ни луны, ни ночи — это нижний мир, где правит Батара Кала и его женский аспект Сетесуйяра и где живет великий удав Басуки. Батара Кала создал свет и мать-землю (Ибу Пертиви). Над поверхностью земли простерлись воды, а ещё выше — многослойные небеса, где правят боги — небожители. Сама земля и горы возникли из засохшей грязи. Для балийской мифологии характерно широкое развитие демонологического круга, тератоморфных образов. Наиболее популярен сюжет о борьбе двух чудовищ — Рангда и Баронг, передаваемый в народных мистериях.

## Пантеон балийских божеств
- Санг Хьянг Тунггал, или Тинтья — высшее божество («первоединый бог»)
- Семар (балийский Твален, или Хьянг Исмайя)[1].
- Батара Гуру (Шива)
- Брама
- Батара Кала

и другие.